# オランダの港への入り口
『オランダの港への入り口』（オランダのみなとへのいりぐち、蘭: Haveningang met talrijke schepen、英: Entrance to a Dutch Port）は、オランダ黄金時代の画家ウィレム・ファン・デ・フェルデ (子) が1665年ごろ、キャンバス上に油彩で制作した絵画である。絵画は、オランダの混雑する港を描いており、17世紀オランダの歴史的な通商力を示唆している。作品は、1920年にアメリカ屈指の富豪ヴァンダービルト家の実業家ウィリアム・キッサム・ヴァンダービルトによってニューヨークのメトロポリタン美術館に寄贈された。

## 作品
17世紀の間にオランダは、世界最強の海洋国家となった。この時期にオランダの画家たちが制作した海景画の数が多かったのは、安定的な需要があったからだと考えられる。海景画家の中で最も成功したのは、ウィレム・ファン・デ・フェルデ (子) である。
船舶の制図工であった同名の父もまた海景画家で、「ペン画」と呼ばれる作品を制作した。息子は父親のもとで修業をし、やがて2人は共同制作をするようになる。父親の緻密な素描を用いて、息子が入念に多色の海景画に仕上げたのである。親子はほかに類を見ないほど精確に船を描いたが、その精確さはいまだに海洋歴史学者を驚嘆させている。彼らは、明らかに実際の航海業に対する強い関心を持っていた。
本作は17世紀半ばのオランダの繁華な港を描いている。父を通して、ファン・デ・フェルデがよく知っていたであろう、木製の防波堤や様々な船舶などの細部に満ちている。画面には、細部の正確な知識と、ファン・デ・フェルデが師であった画家シモン・デ・フリーヘルから学んだ色調とが組み合わされている。描かれている船舶は、小さな貨物船や漁船から御座船、通商ならびに帝国主義的長距離航海のために東へ向かう貿易船にまで多岐にわたっている。2人の慎ましい人物が海岸を歩き、海景と此岸にいる鑑賞者を結び付けている。
作品は、晴れた日に無事に帰還を果たした船舶のある港の光景を想起させる。